# Place Lachambeaudie
La place Lachambeaudie est une place du 12e arrondissement de Paris.

## Situation et accès
Elle est située à la jonction de la rue de Dijon et de la rue de Bercy avec la rue Proudhon et la rue Baron-Le-Roy dans le quartier de Bercy.

## Origine du nom
Cette voie porte le nom du poète Pierre Lachambeaudie (1806-1872).

## Historique
Le site est une ancienne zone marécageuse. Elle marque la limite sud de la vallée de Fécamp.
Ancienne « place de l'Église » devenue en 1867 « la place de la Nativité », cette place prend en 1905 le nom de « place Lachambeaudie ».

## Bâtiments remarquables et lieux de mémoire
- Église Notre-Dame-de-la-Nativité de Bercy au centre de la place.
- Caserne Nativité de la 1re compagnie du 2e groupement d'incendie des sapeurs-pompiers de Paris.
  - À cet emplacement était la mairie de Bercy. Après l’annexion de 1860, elle devient la première mairie du 12e arrondissement. Elle est détruite, en mai 1871, lors de la Semaine sanglante[3].
- Marché alimentaire les mercredis (16 h-20 h) et dimanches.
- Au sud-est de la place se tenait, de 1791 à 1821, le premier cimetière de Bercy[4].

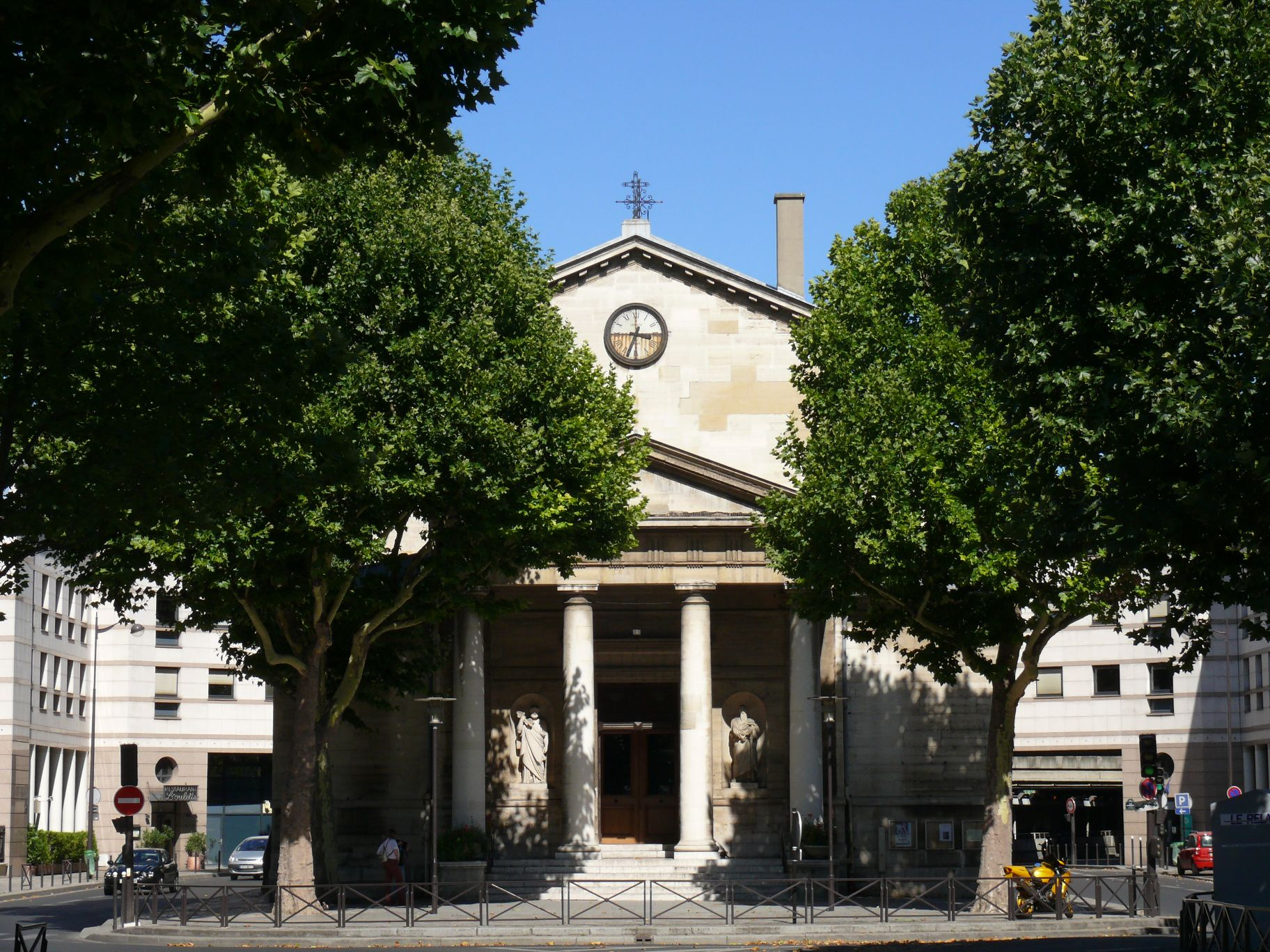
L'église Notre-Dame-de-la-Nativité de Bercy.
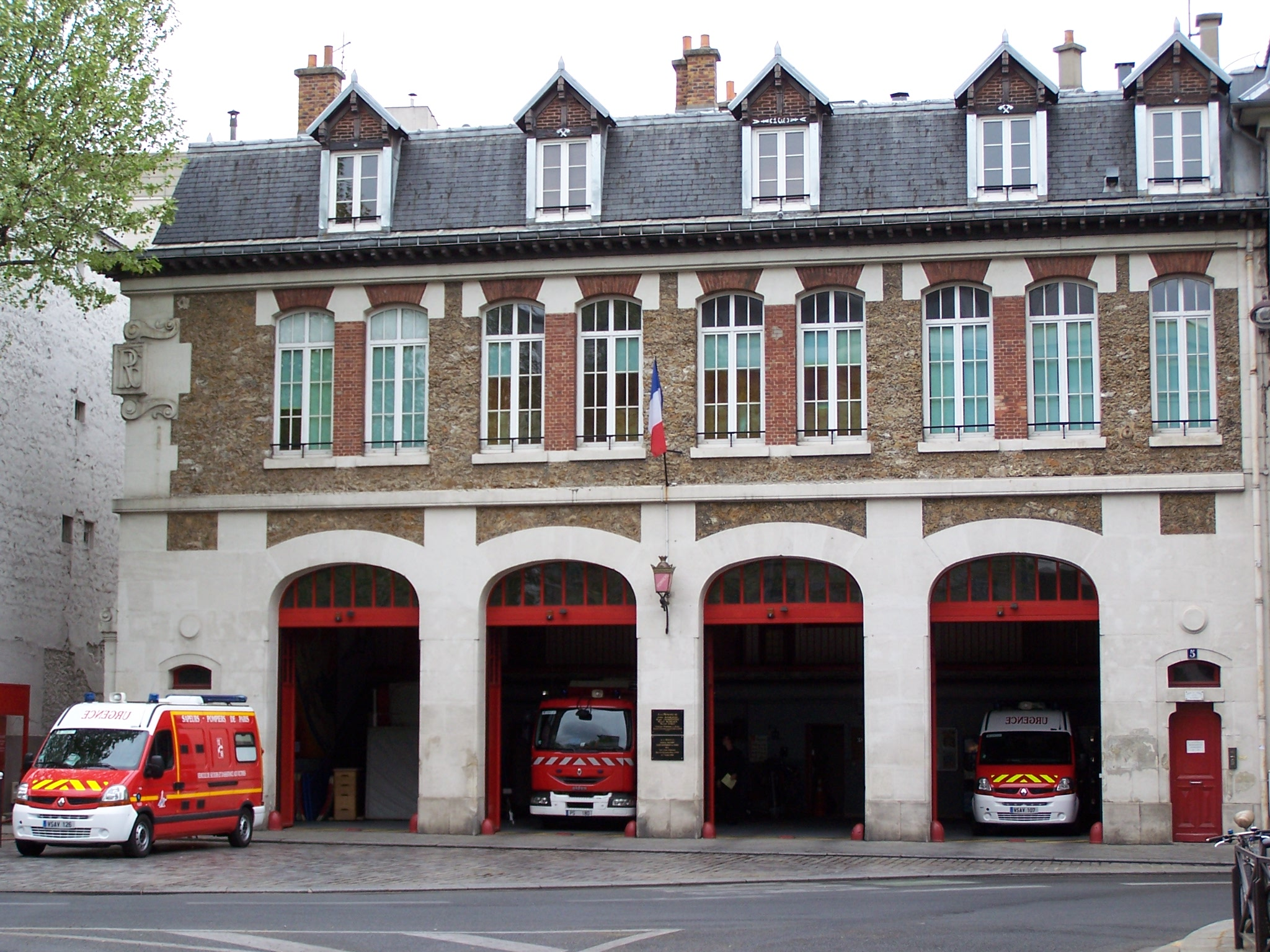
Façade de la caserne des pompiers.